# Димитър Баларев
Димитър Христов Баларев е български химик, професор в Софийския университет.

## Биография
Роден е на 27 декември 1885 г. в Русе. Завършва Русенската мъжка гимназия през 1904 г. Следва химия в Софийския университет (1904 – 1907), но когато университетът е затворен след освиркването на княз Фердинанд от студентите, продължава образованието си в Загреб (1907 – 1908). На 8 октомври 1908 г. защитава докторат в Загребския университет при проф. Г. Яничек на тема „Обезводняване на фосфорната киселина при сгряване“.
След завръщането си в България започва работа като учител в Мъжката гимназия в Русе. Участва в Балканската и Междусъюзническата война, ранен е в главата и загубва зрението си, което по-късно е частично възстановено. Продължава да работи като учител, прави проучвания в областта на фосфорните киселини и публикува главно в немски списания.
През 1920 г. е избран за доцент към Катедрата по неорганична и аналитична химия на Софийския университет. През 1922/23 г. специализира в Гьотинген при известния специалист в областта на термичния анализ Густав Таман. След завръщането си е избран за извънреден професор, а от 1930 г. е редовен професор в Софийския университет. Титуляр на катедрата по неорганична химия.
Димитър Баларев създава оригинална теория за дисперсния строеж на твърдото тяло, развита в труда му Der disperse Bau der festen Systeme („Дисперсен строеж на твърди системи“), 1939 г. Тя е новост в областта на физикохимията и я наречат на негово име.
Автор на повече от 170 труда по неорганична, аналитична и колоидна химия.
Награден е с орден „Кирил и Методий“ първа степен по случай 70-годишнината от рождението му.
Умира на 19 февруари 1964 г. в София. 